# Ramón María Calderé
Ramón María Calderé del Rey (ur. 16 stycznia 1959 w Tarragonie) – hiszpański piłkarz, grający w drugiej połowie lat osiemdziesiątych. Przez większość swojej kariery piłkarskiej grał w klubie z Katalonii - FC Barcelona. Reprezentował barwy Hiszpanii i został wyselekcjonowany na MŚ 1986, które odbyły się w Meksyku.

## Sukcesy piłkarskie
- Mistrzostwo Hiszpanii (1985)
- Zwycięstwo w Pucharze Króla (1988)
- Zwycięstwo w Superpucharze Hiszpanii (1988)
- Zwycięstwo w Pucharze Ligi (1988)